# Pachyphyllum peperomioides
Pachyphyllum peperomioides är en orkidéart som beskrevs av Friedrich Fritz Wilhelm Ludwig Kraenzlin. Pachyphyllum peperomioides ingår i släktet Pachyphyllum och familjen orkidéer. Inga underarter finns listade i Catalogue of Life.